# Forces armées zaïroises
Pour les articles homonymes, voir FAZ.
Les forces armées zaïroises (FAZ) étaient l'armée du Zaïre, aujourd'hui appelé république démocratique du Congo, de 1971 à 1997. Sous les ordres du président et maréchal Mobutu Sese Seko, elles étaient dévouées à la protection du pays et de son régime. Souvent affaiblies par la corruption, elles participent à de nombreux conflits jusqu'à la chute de Mobutu après la première guerre du Congo.

## Histoire
Les FAZ furent créées en 1971 par changement de nom de l'armée nationale congolaise. Ce changement est lié à la politique de zaïrianisation de la république démocratique du Congo (Kinshasa), retour à l'« authenticité » africaine mené par le général Mobutu au pouvoir depuis 1965.
Les forces armées zaïroises sont, au cours de leur histoire, affaiblie par de nombreuses purges fondées sur des critères ethniques. Entre 1975 et 1978, plus de 1 000 officiers et sous-officiers, issus du Kasaï ou du Shaba, sont exclus après des troubles dans leur région. Dans les années 1980, les FAZ sont de plus en plus formées de Ngbandi, l'ethnie du président, ou de Ngbaka.
Les soldats zaïrois sont pour la plupart très mal payés, et dès les années 1970 se reconvertissent dans les trafics de pièces d'équipement militaire, tandis que les officiers détournent les soldes destinées à leurs subordonnés.

## Organisation

### 1975

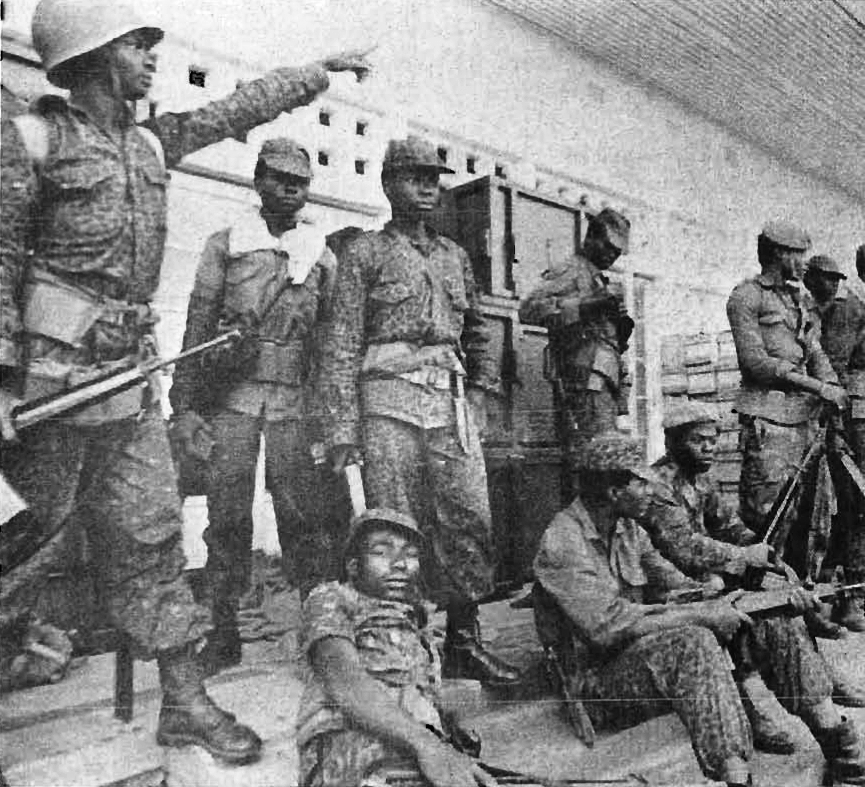
Des soldats zaïrois dans la province du Shaba en 1977.

Début 1973, les FAZ regroupent 49 000 soldats, répartis entre la division des troupes aéroportées de choc (DITRAC), un régiment blindé, un bataillon d'infanterie mécanisée, 14 bataillons d'infanterie et 4 autres bataillons. La DITRAC, entraînée par des instructeurs israéliens jusqu'en 1972, était constituée de 7 bataillons de parachutistes-commandos.

### 1990
Vers 1990, les FAZ sont constituées des unités suivantes :
- la Division spéciale présidentielle (DSP), commandée par le général Nzimbi Ngbale, à Kinshasa;
- la 1re brigade blindée à Mbanza-Ngungu;
- les 11e, 12e et 14e brigades de la division Kamanyola (en) dans la province du Shaba;
- la 13e brigade d'infanterie à Kalemie (Tanganyika);
- la 21e brigade d'infanterie, dite Léopards à Lubumbashi (Shaba);
- la 31e brigade parachutiste à Kinshasa et à Kamina[7];
- la 32e brigade parachutiste à Kitona;
- la 41e brigade commando à Kisangani.

Parmi ces unités, les 21e, 31e et 42e brigades, ainsi que la DSP, sont les seules relativement prêtes à combattre. La brigade blindée, également bien entraînée selon les standards zaïrois, ne compte que 30 blindés et 500 hommes et est surtout une unité d'instruction. Après des mutineries en 1991, les instructeurs étrangers (chinois, belges, français et israéliens) quittent le pays et seule la DSP garde des capacités militaires satisfaisantes.

## Marine zaïroise

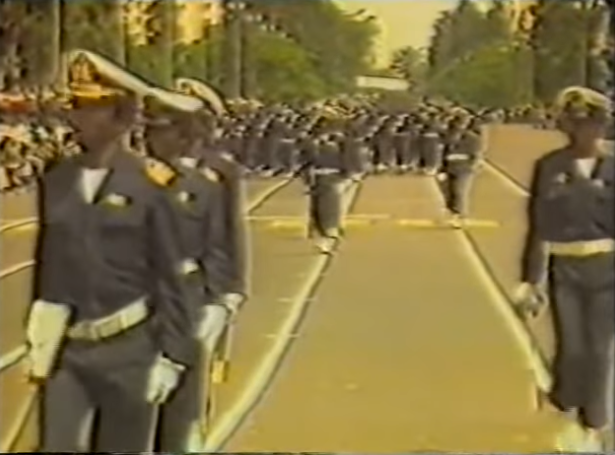
Des militaires de la marine zaïroise défilent à Kinshasa en 1985.

La marine zaïroise était principalement basée dans le port de Banana, au bord de l'Atlantique. Elle était équipée de patrouilleurs de classes Shanghai et Huchwan, ainsi que de navires légers. Le plus gros navire, baptisé Zaïre, est un navire de 70 tonnes rattaché au port de Matadi. D'autres unités de la marine opèrent sur le fleuve Zaïre, depuis Boma et Kinshasa, et sur le lac Tanganyika depuis Kalemie et Moba.
La flotte était devenue quasi entièrement inopérationnelle dans les années 1990.